# Зиличина
Зиличина је насељено мјесто у општини Рогатица, Република Српска, БиХ. Према попису становништва из 1991. у насељу је живјело 37 становника.

## Становништво
| Националност       | 1991. | 1981. | 1971. | 1961. |
| Срби               | 37    | 60    | 72    | 79    |
| Југословени        |       | 1     | 1     |       |
| остали и непознато |       |       |       |       |
| Укупно             | 37    | 61    | 73    | 79    |

| Демографија | Демографија | Демографија |
| Година      | Становника  | Становника  |
| ----------- | ----------- | ----------- |
| 1961.       | 79          |             |
| 1971.       | 73          |             |
| 1981.       | 61          |             |
| 1991.       | 37          |             |